# Victoria Libertas Pallacanestro 2021-2022
Questa voce raccoglie le informazioni riguardanti la Victoria Libertas Pallacanestro nelle competizioni ufficiali della stagione 2021-2022.

## Stagione
La stagione 2021-2022 della Victoria Libertas Pallacanestro, sponsorizzata Carpegna Prosciutto, è la 63ª nel massimo campionato italiano di pallacanestro, la Serie A.

## Roster
Aggiornata al 20 luglio 2021.
| Carpegna Prosciutto Pesaro 2021-22 | Carpegna Prosciutto Pesaro 2021-22 |
| Giocatori                          | Staff tecnico                      |
| ---------------------------------- | ---------------------------------- |

| N. | Naz.                                     | Ruolo | Nome                | Anno | Alt.   | Peso   |  |
| -- | ---------------------------------------- | ----- | ------------------- | ---- | ------ | ------ |  |
| 3  | Estonia (bandiera)                       | AP    | Henri Drell         | 2000 | 204 cm | 85 kg  |  |
| 5  | Lettonia (bandiera)                      | AG    | Mareks Mejeris      | 1991 | 205 cm | 97 kg  |  |
| 7  | Italia (bandiera)                        | PG    | Davide Moretti      | 1998 | 190 cm | 81 kg  |  |
| 9  | Brasile (bandiera)                       | P     | Caio Pacheco        | 1999 | 190 cm | 86 kg  |  |
| 15 | Italia (bandiera)                        | PG    | Matteo Tambone      | 1994 | 192 cm | 87 kg  |  |
| 18 | Italia (bandiera)                        | G     | Umberto Stazzonelli | 2004 | 195 cm |        |  |
| 20 | Stati Uniti (bandiera)                   | G     | Doron Lamb          | 1991 | 193 cm | 95 kg  |  |
| 29 | Senegal (bandiera) · Italia (bandiera)   | C     | Gora Camara         | 2001 | 214 cm | 114 kg |  |
| 34 | Mali (bandiera) · Italia (bandiera)      | AG    | Mamoudou Dia        | 2003 | 200 cm | 96 kg  |  |
| 41 | Italia (bandiera)                        | AC    | Simone Zanotti      | 1992 | 208 cm | 91 kg  |  |
| 44 | Stati Uniti (bandiera)                   | G     | Vincent Sanford     | 1990 | 191 cm | 90 kg  |  |
| 55 | Stati Uniti (bandiera)                   | P     | Tyler Larson        | 1991 | 190 cm | 86 kg  |  |
| 71 | Brasile (bandiera) · Italia (bandiera)   | AG    | Leonardo Demétrio   | 1994 | 209 cm | 105 kg |  |
| 82 | Argentina (bandiera) · Italia (bandiera) | AP    | Carlos Delfino (C)  | 1982 | 198 cm | 104 kg |  |
| 88 | Stati Uniti (bandiera)                   | C     | Tyrique Jones       | 1997 | 206 cm | 110 kg |  |
|    | Italia (bandiera)                        | AP    | Diego Foglietti     | 2002 | 195 cm |        |  |

| Allenatore                                                                               |
| - Aza Petrović (fino al 19 ottobre) - Luca Banchi (dal 20 ottobre)                       |
| Assistente/i                                                                             |
| - / Bruno Savignani - Luca Pentucci Legenda - (C) Capitano - (IN) Inattivo - Infortunato |

## Mercato

### Sessione estiva
| Acquisti | Acquisti          | Acquisti        | Acquisti      | Acquisti |
| R.a      | Nome              | da              | Modalità      |          |
| -------- | ----------------- | --------------- | ------------- | -------- |
| ALL      | Aza Petrović      | Free agent      | svincolato    |          |
| ALL      | Bruno Savignani   | Basket Ravenna  | svincolato    |          |
| C        | Tyrique Jones     | Hapoel Tel Aviv | svincolato    |          |
| P        | Caio Pacheco      | Murcia          | svincolato    |          |
| AG       | Leonardo Demétrio | Flamengo        | svincolato    |          |
| G        | Vincent Sanford   | Pau-Lacq-Orthez | svincolato    |          |
| C        | Gora Camara       | Virtus Bologna  | prestito      |          |
| PG       | Davide Moretti    | Olimpia Milano  | prestito      |          |
| P        | Tyler Larson      | Bamberger       | svincolato    |          |
| C        | Beniamino Basso   | Kleb Ferrara    | fine prestito |          |
| AG       | Mamoudou Dia      | Virtus Padova   | svincolato    |          |

| Cessioni | Cessioni         | Cessioni          | Cessioni                | Cessioni |
| R.       | Nome             | a                 | Modalità                |          |
| -------- | ---------------- | ----------------- | ----------------------- | -------- |
| ALL      | Jasmin Repeša    | Fortitudo Bologna | fine contratto          |          |
| ALL      | Federico Perego  | Vanoli Cremona    | fine contratto          |          |
| PG       | Frantz Massenat  | Saski Baskonia    | fine contratto          |          |
| AG       | Márkó Filipovity | Obradoiro         | fine contratto          |          |
| P        | Justin Robinson  | Bamberger         | fine contratto          |          |
| C        | Tyler Cain       | Derthona Basket   | fine contratto          |          |
| G        | Ariel Filloy     | Derthona Basket   | fine contratto          |          |
| AG       | Paul Eboua       | Brescia           | fine contratto          |          |
| A        | Michele Serpilli | San Severo        | risoluzione consensuale |          |
| C        | Beniamino Basso  | Pall. Mantovana   | fine contratto          |          |

### Dopo l'inizio della stagione
| Acquisti | Acquisti       | Acquisti      | Acquisti         | Acquisti   |
| R.       | Nome           | da            | Data             | Modalità   |
| -------- | -------------- | ------------- | ---------------- | ---------- |
| ALL      | Luca Banchi    | Free agent    | 20 ottobre 2021  | svincolato |
| G        | Doron Lamb     | Start Lublino | 24 novembre 2021 | svincolato |
| AG       | Mareks Mejeris | Parma Perm'   | 9 marzo 2022     | svincolato |

| Cessioni | Cessioni     | Cessioni         | Cessioni         | Cessioni    |
| R.       | Nome         | a                | Data             | Modalità    |
| -------- | ------------ | ---------------- | ---------------- | ----------- |
| ALL      | Aza Petrović | Free agent       | 19 ottobre 2021  | dimissioni  |
| P        | Caio Pacheco | Dąbrowa Górnicza | 10 novembre 2021 | prestito    |
| AP       | Henri Drell  | Free agent       | 30 novembre 2021 | rescissione |
| P        | Tyler Larson | Pall. Reggiana   | 27 febbraio 2022 | rescissione |